# Biatlon la Jocurile Olimpice de iarnă din 2022 - ștafetă 4x7,5 km (masculin)
Proba de biatlon ștafetă 4x7,5 km masculin de la Jocurile Olimpice de iarnă din 2022 de la Beijing, China a avut loc pe 15 februarie 2022 la Hualindong Ski Resort în districtul Yanqing.

## Program
Orele sunt orele Chinei (ora României + 6 ore).
| Dată         | Ora         | Rundă  |
| ------------ | ----------- | ------ |
| 15 februarie | 17:00–18:30 | Finală |

## Rezultate
Rezultate oficiale.
| Loc | Nr. de concurs | Țară                                                                                           | Timp                                      | Penalizări (C+P)                     | Diferență |
| --- | -------------- | ---------------------------------------------------------------------------------------------- | ----------------------------------------- | ------------------------------------ | --------- |
| 1   | 1              | Norvegia · Sturla Holm Lægreid · Tarjei Bø · Johannes Thingnes Bø · Vetle Sjåstad Christiansen | 1:19:50,2 20:21,2 20:40,1 19:10,9 19:38,0 | 1+7 0+0 1+3 0+0 0+2 0+2 0+0 0+0 0+0  | —         |
| 2   | 3              | Franța · Fabien Claude · Émilien Jacquelin · Simon Desthieux · Quentin Fillon Maillet          | 1:20:17,6 19:48,7 20:01,2 20:20,6 20:07,1 | 0+9 0+2 0+0 0+1 0+0 0+2 0+1 0+1 0+2  | +27,4     |
| 3   | 2              | COR Said Karimulla Khalili Alexander Loginov Maxim Tsvetkov Eduard Latypov                     | 1:20:35,5 19:40,9 19:32,8 20:15,5 21:06,3 | 2+6 0+0 0+1 0+0 0+2 0+0 0+0 0+0 2+3  | +45,3     |
| 4   | 4              | Germania · Erik Lesser · Roman Rees · Benedikt Doll · Philipp Nawrath                          | 1:20:54,5 20:21,8 20:15,0 19:36,3 20:41,4 | 1+9 0+0 0+3 0+0 0+1 0+1 1+3          | +1:04,3   |
| 5   | 8              | Suedia · Peppe Femling · Jesper Nelin · Martin Ponsiluoma · Sebastian Samuelsson               | 1:21:39,6 20:18,5 21:01,5 20:05,0 20:14,6 | 1+13 0+1 0+3 1+3 0+1 0+3 0+1 0+0 0+1 | +1:49,4   |
| 6   | 10             | Canada · Adam Runnalls · Christian Gow · Jules Burnotte · Scott Gow                            | 1:21:46,5 20:33,2 20:36,8 20:32,6 20:03,9 | 2+9 0+1 1+3 0+0 1+3 0+2 0+0 0+0 0+0  | +1:56,3   |
| 7   | 7              | Italia · Thomas Bormolini · Tommaso Giacomel · Lukas Hofer · Dominik Windisch                  | 1:21:48.8 20:11.8 20:14.5 20:38.4 20:44.1 | 2+13 0+0 0+2 0+0 0+3 1+3 0+1 0+1 1+3 | +1:58.6   |
| 8   | 5              | Belarus · Mikita Labastau · Dzmitry Lazouski · Maksim Varabei · Anton Smolski                  | 1:21:49,2 19:41,8 20:43,9 21:13,8 20:09,7 | 2+11 0+2 0+1 0+0 0+2 0+0 2+3 0+3 0+0 | +1:59,0   |
| 9   | 6              | Ucraina · Bogdan Tsymbal · Artem Pryma · Anton Dudchenko · Dmytro Pidruchnyi                   | 1:23:31,5 20:22,9 21:05,4 20:49,9 21:13,3 | 4+12 0+1 0+1 0+1 1+3 0+0 1+3 0+0 2+3 | +3:41,3   |
| 10  | 14             | Austria · David Komatz · Simon Eder · Felix Leitner · Harald Lemmerer                          | 1:23:31,9 20:34,2 20:33,2 20:10,9 22:13,6 | 2+8 0+2 0+0 0+0 0+2 0+0 0+0 0+1 2+3  | +3:41,7   |
| 11  | 11             | Slovenia · Miha Dovžan · Jakov Fak · Lovro Planko · Rok Tršan                                  | 1:24:09,6 20:23,6 20:43,1 21:33,7 21:29,2 | 0+10 0+1 0+0 0+1 0+3 0+2 0+1 0+0 0+2 | +4:19,4   |
| 12  | 9              | Elveția · Sebastian Stalder · Benjamin Weger · Niklas Hartweg · Joscha Burkhalter              | 1:24:12,3 20:58,0 20:22,0 20:10,0 22:42,3 | 1+8 0+0 0+0 0+1 0+1 0+0 0+0 1+3 0+3  | +4:22,1   |
| 13  | 15             | Statele Unite ale Americii · Sean Doherty · Jake Brown · Paul Schommer · Leif Nordgren         | 1:25:33,0 20:47,2 21:11,5 21:21,2 22:13,1 | 3+13 0+1 1+3 0+0 1+3 0+0 0+2 1+3 0+1 | +5:42,8   |
| 14  | 17             | Lituania · Tomas Kaukėnas · Vytautas Strolia · Karol Dombrovski · Linas Banys                  | 1:25:37,8 21:10,3 21:11,6 21:25,9 21:50,0 | 0+11 0+2 0+0 0+0 0+3 0+0 0+1 0+3 0+2 | +5:47,6   |
| 15  | 16             | Estonia · Rene Zahkna · Kristo Siimer · Kalev Ermits · Raido Ränkel                            | 1:26:03,6 21:25,8 22:26,7 20:56,9 21:14,2 | 2+12 0+0 1+3 0+3 1+3 0+0 0+2 0+1 0+0 | +6:13,4   |
| 16  | 20             | China · Cheng Fangming · Yan Xingyuan · Zhu Zhenyu · Zhang Chunyu                              | 1:26:27,5 20:12,8 22:37,5 21:46,2 21:51,0 | 2+11 0+1 0+0 0+2 2+3 0+1 0+3 0+1 0+0 | +6:37,3   |
| 17  | 12             | Finlanda · Heikki Laitinen · Tero Seppälä · Olli Hiidensalo · Tuomas Harjula                   | 1:26:57,7 22:27,8 20:34,7 21:25,2 22:30,0 | 4+14 0+2 2+3 0+0 0+2 0+1 0+3 0+0 2+3 | +7:07,5   |
| 18  | 18             | Bulgaria · Blagoy Todev · Vladimir Iliev · Dimitar Gerdzhikov · Anton Sinapov                  | 1:27:05,3 22:27,2 20:26,6 21:58,4 22:13,1 | 2+11 0+2 0+1 0+1 0+1 1+3 0+0 0+0 1+3 | +7:15,1   |
| 19  | 13             | Cehia · Jakub Štvrtecký · Mikuláš Karlík · Adam Václavík · Michal Krčmář                       | 1 Tur 22:55,8 20:29,3 1 Tur               | 1+3 1+3 0+2 0+3 0+0 2+3              | +9        |
| 20  | 21             | Belgia · Florent Claude · Thierry Langer · Tom Lahaye-Goffart · César Beauvais                 | 1 Tur 21:01,7 22:08,2 1 Tur               | 0+0 0+2 0+1 0+2 0+3 0+0              | +9        |
| 21  | 19             | Slovacia · Michal Šíma · Matej Baloga · Šimon Bartko · Tomáš Sklenárik                         | 1 Tur 21:39,2 22:10,1 1 Tur               | 0+0 0+2 0+1 0+2 2+3 0+2              | +9        |